# Radovan Lukavský

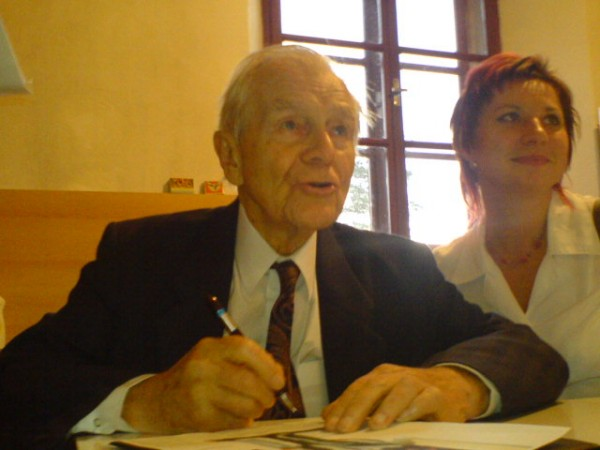
Radovan Lukavský (2007)

Radovan Lukavský (Praga, 1 de noviembre de 1919-ibídem, 10 de marzo de 2008) fue un afamado actor y dramaturgo checo.

## Biografía
Nacido en Praga, estudió secundaria en Český Brod y luego literatura inglesa y francesa en la Universidad Carolina. Durante la Ocupación alemana de Checoslovaquia fue trasladado a un campo de trabajo, al salir terminó su formación en la Universidad Carolina. Además también estudió en el Conservatorio de Praga.
Debutó como actor en el Teatro Vinohrady y le ofrecieron una posición en el Teatro Nacional en 1957, participó en varias películas y programas de televisión, y durante años enseñó en la Academia de las Artes Escénicas de Praga.